# Béchir Dinguizli
Béchir Dinguizli ou Béchir Denguezli (arabe : بشير الدنقزلي), né le 12 février 1869 à Tunis et décédé le 3 septembre 1934, est un médecin tunisien, le premier Tunisien musulman à exercer cette fonction à l'époque moderne.

## Famille et formation
Il naît dans une famille de la bourgeoisie tunisoise qui compte des personnalités éminentes au XIXe siècle, actives dans divers domaines, aussi bien religieux qu'administratif. Il est le petit-fils de Mustapha Dinguizli, cadi hanéfite de Tunis, le fils du colonel Mohamed Dinguizli et le frère du grand vizir Mustapha Dinguizli ; sa mère Hallouma est la sœur de Sadok Ghileb qui exerce la fonction de maire de Tunis.
Béchir Dinguizli intègre le Collège Sadiki comme membre de sa première promotion. Il suit ensuite des études à la faculté de médecine de Bordeaux et soutient sa thèse de doctorat le 12 mai 1897 devant un jury de professeurs renommés.

## Carrière
De retour dans son pays natal pour poursuivre une carrière de médecin, avec le titre de premier docteur en médecine tunisien musulman, il installe un cabinet au numéro 59 de la rue El Halfaouine. Le protectorat français appréciant ses qualifications, il est envoyé dans des missions importantes : il est notamment guide et conseiller des pèlerins à La Mecque à deux reprises.
Ses recherches et travaux scientifiques lui permettent d'être nommé membre de l'Académie nationale de médecine à Paris. Il est également fait commandeur de la Légion d'honneur et décoré d'une médaille de vermeil des épidémies.